# Oberflächenkraft
Eine Oberflächenkraft ist eine äußere mechanische Spannung, die an der Oberfläche eines Körpers wirkt. Dies unterscheidet sie von Volumenkraftdichten, die an Volumen eines Körpers angreifen.
Die Unterscheidung zwischen Oberflächenkräften und Volumenkräften ist relevant in der Strömungsmechanik (siehe auch Oberflächenspannung) und bei der Unterscheidung von Schwerelosigkeit und dem Schweben im Wasser.
Beispiele für Oberflächenkräfte sind:
- Windkräfte
- Kontaktkräfte zwischen zwei Kontinua
  - Reibungskräfte
  - Anpressdruck
- der statische Auftrieb in Flüssigkeiten oder Gasen (im Gegensatz zur entgegengerichteten Gewichtskraft, die eine Volumenkraft ist).

Volumenkraftdichten dagegen entstehen durch Kraftfelder:
- bei Beschleunigungen, z. B. in einem Fahrzeug, durch die Trägheit der beschleunigten Körperteile. Im freien Fall gleichen sich die Trägheitskraft und Schwerkraft aus, was vom Menschen als Schwerelosigkeit empfunden wird
- Magnetismus

Die vom Menschen wahrnehmbaren Kräfte sind sowohl Oberflächenkräfte (Druckempfindlichkeit der Haut) als auch Volumenkräfte (Gleichgewichtsorgan im Ohr). Voraussetzung für die Wahrnehmung ist die Deformation der entsprechenden Sinneszellen.